# Демилитаризовано подручје
Демилитаризовано подручје (енгл. demilitarized zone, DMZ или DZ) је област државе у којој она нема право да спроводи суверенитет у организовању одбране, или јој је то право делимично ограничено. То ограничење извире из њених међународних обавеза.

## Дефиниција
Постоји потпуна демилитаризована зона за разлику од делимичне, кад се држава ограничава у спровођењу одређених суверених аката војног карактера:
- забрана образовања гарнизона,
- забрана регрутације и војне обуке становништва,
- забрана изградње и реконструкције утврђења и војних инсталација,
- забрана успостављања копнених, ваздухопловних и поморских војних база.[2]

У пракси се нигде не среће потпуна демилитаризована зона. Сматра се да држава у демилитаризованој зони, начелно, има право на одржавање гарнизона потребних за одржавање реда и мира, и ради чувања граница.

## Примери
Постојање демилитаризоване зоне представља обавезу да ни треће државе неће у њу упадати, нити у њој вршити војне операције. Делимичну демилитаризовану зону срећемо често у уговорима о примирју, миру или неком другом генералном уговору, обично, кад се побеђеним државама забрањује држање извесних војних постројења, одређене врсте наоружања и контингената војске, под претпоставком да би њихово постојање у демилитаризованој зони представљало опасност за неку другу државу.
Примери су:
- уговор између Шведске и Норвешке потписан у Стокхолму 26. октобра 1905. о демилитаризацији пограничне зоне;
- демилитаризација леве обале Рајне и појаса од 50 км на десној обали коју је Немачкој наметнуо Версајски уговор о миру;[а]
- демилитаризација Босфора и Дарданела на основу Лозанског уговора из 1923, али тиме није искључено да у ограниченом броју врше неофанзивни пролаз мореузима ратни бродови трећих сила.
- демилитаризација Слободне Територије Трста и острва Палагруже (1947-1954) по уговору о миру између СФРЈ и Италије.[2]

УН прибегавају демилитаризованим зонама у својим мировним операцијама, нарочито када се ради о суседним земљама које су учествовале у оружаном сукобу или се налазе у спору око одређене територије.

## Садашње демилитаризоване зоне
- Аланд – Конвенција са Аланда из 1921. године, која је закључена одлуком Лиге народа као одговор на Аландску кризу, налаже да финска влада задржи територију као демилитаризовано подручје.
- Антарктик – Уговор о Антарктику забрањује војну активност на Антарктику, као што је „успостављање војних база и утврђења, извођење војних маневара, као и тестирање било које врсте оружја“. Међутим, Уговор предвиђа „употребу војног особља или опреме за научна истраживања или у било коју другу мирнодопску сврху“.[3]
- Заједничка контролна комисија – Локално позната као Безбедносна зона долине Дњестра, демилитаризована тампон зона је створена споразумом о прекиду ватре којим је окончан Рат у Придњестровљу. Мировна мисија Комисије надгледа демилитаризовану зону која грубо оцртава реку Дњестар између Молдавије и Придњестровља. Дугачка је 225 километара, а широка од 1 до 15 километара.
- Корејска демилитаризована зона – Корејски споразум о примирју створио је демилитаризовану зону од 4 km (2,5 миље) између Северне Кореје и Јужне Кореје након Корејског рата.[4] То је тренутно једна од најмилитаризованијих области на свету упркос имену.[5]
- Баријера Кувајт-Ирак – Савет безбедности Уједињених нација одобрио је стварање демилитаризоване зоне између Ирака и Кувајта у Резолуцији 689 након Рата у Персијском заливу. Иако демилитаризована зона више нема мандат од стране савета, она и даље постоји.
- Храм Преах Вихеар – Међународни суд правде наредио је стварање „привремене демилитаризоване зоне“ око храма на чије власништво полажу право Камбоџа и Тајланд.[6]
- Синајско полуострво – Мировни споразум Египта и Израела поставља ограничење количине снага које Египат може поставити на Синајско полуострво. Делови полуострва су демилитаризовани у различитим степенима, посебно у кругу од 20-40 километара (12-25 миља) од Израела. Израел је такође пристао да ограничи своје снаге унутар 3 kilometres (1,9 miles) од египатске границе.[7] Подручја надгледају Мултинационалне снаге и посматрачи.[8] Због побуне на Синају све стране су се сложиле и охрабриле Египат да пошаље велике количине војних снага у то подручје, укључујући тенкове и хеликоптере, за борбу против исламистичких група.[9][10][11][12]
- Свалбард – Свалбардски уговор из 1920. године, који је признао норвешки суверенитет над територијом, означио је подручје као делимично демилитаризовано.[13]
- Судан – Демилитаризована зона од 10 km (6 mi) дуж границе између Судана и Јужног Судана.[14][15]
- Тампон зона Уједињених нација на Кипру – Савет безбедности Уједињених нација створио је тампон зону која одваја самопроглашену, међународно непризнату Турску Републику Северни Кипар од Републике Кипар. Одобрена је Резолуцијом 186 и њиме патролирају Мировне снаге Уједињених нација на Кипру.
- Зона посматрачких снага Уједињених нација – Савет безбедности Уједињених нација одобрио је стварање демилитаризоване зоне у делу израелске окупиране територије Голанске висоравни у Сирији Резолуцијом 350 након Рата Јом Кипур. Зону надгледају посматрачке снаге Уједињених нација за раздруживање.

## Некадашње демилитаризоване зоне
- Успостављена је неутрална територија између Британске прекоморске територије Гибралтара и Шпаније након завршетка опсаде 1727. године. Трака земље дугачка око 12 km или 7 1⁄2 миља, на удаљености већој од два топовска растојања између британских и шпанских топова, названа је „неутрално тло“ и као таква приказана на старијим мапама. Британци су 1908. изградили ограду у делу за који се тврдило да је британска половина неутралне територије. Шпанија не признаје британски суверенитет над превлаком (укључујући границу), тврдећи да је то шпанско тло. Иако су и Уједињено Краљевство и Шпанија некада биле део Европске уније (пре изласка Уједињеног Краљевства), граница је била де факто међународна граница са царинским и имиграционим контролама; Шпанија формално не признаје као „границу”, називајући је „оградом”. Како год да се зове, Гибралтар се искључио из Царинске уније Европске уније и није део Шенгенског простора; граница је отворена 24 сата дневно, са царином која се плаћа на назначену робу која улази у Шпанију или Гибралтар.[16][17]
- Рајнска област – Версајски споразум је одредио Рајнланд као демилитаризовану зону након Првог светског рата, забрањујући Вајмарској Републици да тамо размешта своју војску. Поново га је окупирала и милитаризовала нацистичка Немачка 1936. кршећи међународне уговоре.
- Саудијско-ирачка неутрална зона – Укајрским протоколом успостављена је демилитаризована зона између Султаната Неџд и Краљевине Ирака, која је у то време била мандат Лиге народа којим је управљала Британска империја. Неџд је касније укључен у Краљевину Саудијску Арабију. Зона је подељена 1981. године, али уговор није поднет Уједињеним нацијама. Зона је коначно званично укинута током Рата у Персијском заливу, када су Ирак и Саудијска Арабија поништиле све међусобне међународне споразуме.
- Саудијско-кувајтска неутрална зона – Укајрским протоколом успостављена је неутрална зона између Султаната Неџд и британског протектората Кувајта 1922. године. Подељена је заједничким договором 1970. године.
- Израел и Египат:
  - Након Арапско-израелског рата 1948. године, ДМЗ (зона Ел Ауја) је створена споразумима о примирју између Израела и Египта из 1949. године.
- Израел и Јордан:
  - Израелска енклава и јорданска област на планини Скопус означена је као ДМЗ.
- Подручје око испупчења Латруна.
- Израел и Сирија: Након Арапско-израелског рата 1948. године, три ДМЗ су створене Споразумима о примирју из 1949. између Израела и Сирије.[18]
- Кина – Царска јапанска армија је освојила Манџурију између септембра 1931. и фебруара 1932. године, када је регион прогласила државом Манџукуо. У мају 1933. закључено је Тангу примирје између Кине и Јапана, успостављањем демилитаризоване зоне између Манџукуа и Кине. Године 1937, Јапан је прекршио ово примирје инвазијом на остатак Кине. Године 1945, након пада Јапанског царства на крају Азијско-пацифичког театра Другог светског рата, Манџурија је поново укључена у Кину.
- Еквадор – демилитаризована зона успостављена је 2. октобра 1941. године након рата између Еквадора и Перуа, која је постојала под еквадорском управом и под надзором неутралних посредничких нација: САД, Бразила и Аргентине.[19] ДМЗ је укинута 1942. године, повлачењем Перуанских снага из провинције Ел Оро након потписивања Протокола из Рија.
- Вијетнамска демилитаризована зона – Демилитаризована зона између Северног Вијетнама и Јужног Вијетнама успостављена је у јулу 1954. као резултат Женевске конференције којом је окончан рат између Вијет Мина и Француске. ДМЗ у Вијетнаму је званично лежала на 17. паралели и завршила се 1976. године; у стварности, протезала се око 1 mi (2 km) са обе стране реке Бен Хај и од запада ка истоку од границе Лаоса до Јужног кинеског мора.
- Норвешка и Шведска су успоставиле демилитаризовану зону од 1 km (1.100 јарди) са сваке стране своје границе након распада уније између Норвешке и Шведске 1905. Зона је укинута заједничким договором 1993. године.
- Ел Кагуан ДМЗ – Демилитаризована зона успостављена је у јужној Колумбији између 1999. и 2002. године, током неуспјелог мировног процеса који је укључивао владу председника Андреса Пастране и Револуционарне оружане снаге Колумбије (FARC).
- Тампон зона северне Сирије – Демилитаризована зона од 115 km (71 mi) у северној Сирији која се простире на деловима границе између Сирије и Турске. Основана је између Турске и Сједињених Држава, оба савезника у NATO-у, током Грађанског рата у Сирији како би се спречили сукоби између курдских и турских снага.[20] ДМЗ је пропала у октобру 2019. године, након што је Турска одбацила споразум, а Сједињене Државе наредиле повлачење америчких снага из северне Сирије, дозвољавајући турској офанзиви 2019. на североисточну Сирију да се настави.[21]
- Копнена зона безбедности – Демилитаризовано подручје између Србије и Косова, ширине 5 km-wide (3,1 mi), створено је Кумановским споразумом после Косовског рата који је постојао између 1999. и 2001. После побуне у Прешевској долини, српским снагама је дозвољен улазак у ГСЗ.[22]
- Зона споразума о демилитаризацији Идлиба – Демилитаризована зона од 15 km (9 mi), створена споразумом између руске и турске владе, која раздваја последње велико упориште сиријских побуњеника од области под контролом Сиријске владе усред Сиријског грађанског рата.[23]